# Anastassija Wassyljewa
Anastassija Jurijiwna Wassyljewa (ukrainisch Анастасія Юріївна Васильєва, engl. Transkription Anastasiya Vasylyeva; * 18. Januar 1992 in Charkiw) ist eine ehemalige ukrainische Tennisspielerin.

## Karriere
Wassyljewa spielt hauptsächlich auf dem ITF Women’s Circuit. Auf ITF-Turnieren gewann sie bereits neun Einzel- und 28 Doppeltitel.
Ihre besten Weltranglistenplatzierungen erreichte sie mit Rang 129 im Einzel und Position 145 im Doppel.
Seit den Australian Open 2014 hat sie immer wieder versucht, bei einem Grand-Slam-Turnier in das Hauptfeld einzuziehen; über die zweite Runde der Qualifikation ist sie jedoch nicht hinausgekommen.
2016 gab sie gegen Schweden ihr Debüt für die ukrainische Fed-Cup-Mannschaft; sie gewann ihre Doppelpartie an der Seite von Olha Sawtschuk.
Ihr bislang letztes internationales Turnier spielte Wassyljewa im Oktober 2018. Sie wird in der Weltrangliste nicht mehr geführt.

## Turniersiege

### Einzel
| Nr. | Datum             | Turnier | Kategorie   | Belag             | Finalgegnerin        | Ergebnis      |
| --- | ----------------- | ------- | ----------- | ----------------- | -------------------- | ------------- |
| 1.  | 5. November 2010  | Minsk   | ITF $10.000 | Teppich (Halle)   | Jewgenija Paschkowa  | 6:4, 4:6, 6:3 |
| 2.  | 4. Dezember 2010  | Mandya  | ITF $10.000 | Hartplatz         | Luksika Kumkhum      | 6:2, 3:6, 6:2 |
| 3.  | 24. März 2012     | Almaty  | ITF $25.000 | Hartplatz (Halle) | Michaela Hončová     | 6:4, 6:1      |
| 4.  | 27. April 2013    | Andijon | ITF $25.000 | Hartplatz         | Oksana Kalaschnikowa | 6:4, 7:5      |
| 5.  | 10. August 2013   | Moskau  | ITF $25.000 | Sand              | Darija Mironowa      | 6:2, 6:3      |
| 6.  | 7. September 2013 | Moskau  | ITF $25.000 | Sand              | Jewgenija Rodina     | 6:2, 6:1      |
| 7.  | 31. Mai 2014      | Moskau  | ITF $25.000 | Sand              | Witalija Djatschenko | 7:5, 6:4      |
| 8.  | 12. Dezember 2015 | Indore  | ITF $10.000 | Hartplatz         | Karman Thandi        | 7:5, 2:6, 6:4 |
| 9.  | 15. Januar 2017   | Antalya | ITF $15.000 | Sand              | Tayisiya Morderger   | 7:5, 6:3      |

### Doppel
| Nr. | Datum              | Turnier    | Kategorie   | Belag             | Partnerin            | Finalgegnerinnen                              | Ergebnis          |
| --- | ------------------ | ---------- | ----------- | ----------------- | -------------------- | --------------------------------------------- | ----------------- |
| 1.  | 16. November 2009  | Pune       | ITF $50.000 | Hartplatz         | Nicole Clerico       | Nina Brattschikowa Xenija Palkina             | 4:6, 6:3, [13:11] |
| 2.  | 8. Juni 2010       | Campobasso | ITF $25.000 | Sand              | Juliana Fedak        | María Irigoyen Laura Thorpe                   | 2:6, 6:3, 6:4     |
| 3.  | 11. Oktober 2010   | Charkiw    | ITF $25.000 | Teppich (Halle)   | Ganna Piven          | Marina Schamayko Mihaela Buzărnescu           | 6:4, 6:4          |
| 4.  | 10. Oktober 2011   | Jerewan    | ITF $10.000 | Sand              | Anastasia Grymalska  | Ani Amiraghjan Tatia Mikadse                  | 6:3, 6:3          |
| 5.  | 16. März 2012      | Astana     | ITF $10.000 | Hartplatz (Halle) | Jewgenija Paschkowa  | Albina Xabibulina Ilona Kremen                | 7:5, 6:2          |
| 6.  | 28. April 2012     | Andijon    | ITF $10.000 | Hartplatz         | Albina Xabibulina    | Sabina Sharipova Jekaterina Jaschina          | 6:0, 6:2          |
| 7.  | 5. Mai 2012        | Schymkent  | ITF $10.000 | Hartplatz         | Albina Xabibulina    | Maja Gawerowa Xenija Palkina                  | 3:6, 6:1, [10:6]  |
| 8.  | 24. September 2012 | Warna      | ITF $10.000 | Sand              | Michaela Boev        | Borislava Botusharova Wiktorija Tomowa        | 6:1, 7:5          |
| 9.  | 1. Dezember 2012   | Antalya    | ITF $10.000 | Sand              | Jewgenija Paschkowa  | Laura-Ioana Andrei Janina Toljan              | 4:6, 6:3, [10:2]  |
| 10. | 19. April 2013     | Namangan   | ITF $25.000 | Hartplatz         | Albina Xabibulina    | Walentina Iwachnenko Xenija Palkina           | 6:3, 6:3          |
| 11. | 27. April 2013     | Andijon    | ITF $10.000 | Hartplatz         | Albina Xabibulina    | Polina Monowa Jekaterina Jaschina             | 7:5, 6:4          |
| 12. | 4. Mai 2013        | Schymkent  | ITF $10.000 | Hartplatz         | Albina Xabibulina    | Polina Monowa Anna Smolina                    | 2:6, 6:4, [11:9]  |
| 13. | 15. Juni 2013      | Essen      | ITF $10.000 | Sand              | Jewgenija Paschkowa  | Irina Ramialison Constance Sibille            | 7:5, 6:4          |
| 14. | 22. Juni 2013      | Köln       | ITF $10.000 | Sand              | Jewgenija Paschkowa  | Tamara Čurović Antonia Lottner                | 6:3, 5:7, [10:6]  |
| 15. | 21. Oktober 2013   | Herzlia    | ITF $25.000 | Hartplatz         | Julija Bejhelsymer   | Başak Eraydın Melis Sezer                     | 6:3, 6:3          |
| 16. | 18. November 2013  | Butscha    | ITF $25.000 | Teppich (Halle)   | Sopia Schapatawa     | Anhelina Kalinina Jelisaweta Kulitschkowa     | 7:6, 6:2          |
| 17. | 8. Februar 2014    | Grenoble   | ITF $25.000 | Hartplatz (Halle) | Sopia Schapatawa     | Kateryna Koslowa Margarita Gasparjan          | 6:1, 6:4          |
| 18. | 18. April 2014     | Qarshi     | ITF $25.000 | Hartplatz         | Albina Xabibulina    | Jekaterina Bytschkowa Weronika Kudermetowa    | 2:6, 7:5, [10:4]  |
| 19. | 20. Februar 2015   | Moskau     | ITF $25.000 | Hartplatz (Halle) | Lidsija Marosawa     | Natela Dsalamidse Weronika Kudermetowa        | 6:4, 6:4          |
| 20. | 15. August 2015    | Hechingen  | ITF $25.000 | Sand              | Andrea Gámiz         | Vivian Heisen Katharina Lehnert               | 4:6, 7:64, [10:3] |
| 21. | 13. September 2015 | Sofia      | ITF $25.000 | Sand              | Sopia Schapatawa     | Eliza Kostowa Kateřina Kramperová             | 6:2, 6:2          |
| 22. | 20. September 2015 | Dobritsch  | ITF $25.000 | Sand              | Sopia Schapatawa     | Eliza Kostowa Kateřina Kramperová             | 6:2, 6:0          |
| 23. | 12. Dezember 2015  | Indore     | ITF $10.000 | Hartplatz         | Weronika Kapschai    | Dhruthi Tatachar Venugopal Karman Kaur Thandi | 6:1, 6:3          |
| 24. | 25. Dezember 2015  | Pune       | ITF $25.000 | Hartplatz         | Walentina Iwachnenko | Hsu Chieh-yu Prarthana Thombare               | 4:6, 6:2, [12:10] |
| 25. | 19. März 2016      | Antalya    | ITF $10.000 | Sand              | Olga Doroschina      | Natalie Novotná Markéta Vondroušová           | 6:2, 6:1          |
| 26. | 27. Mai 2016       | Andijon    | ITF $25.000 | Hartplatz         | Barbora Štefková     | Wiktorija Kan Sabina Sharipova                | 6:3, 4:6, [10:7]  |
| 27. | 21. Juli 2017      | Bursa      | ITF $60.000 | Sand              | Walentina Iwachnenko | Dea Herdželaš Alexandra Pospelowa             | 6:3, 7:5, [10:1]  |
| 28. | 14. Januar 2018    | Antalya    | ITF $15.000 | Sand              | Sopia Schapatawa     | İpek Öz Xenija Palkina                        | 6:7, 6:0, [13:10] |